# Нижегородское (электродепо)
Электродепо́ «Нижегоро́дское» (ТЧ-21) — электродепо Московского метрополитена, обслуживающее Большую кольцевую линию с 20 февраля 2023 года.

## История и расположение
Ориентировочно в 2012 году Московский завод по модернизации и строительству вагонов имени В. Е. Войтовича был закрыт, а всё его недвижимое имущество было выставлено на аукцион (стартовая цена 2,046 млрд рублей). 15 января 2013 года имущество завода приобрёл Московский метрополитен для размещения электродепо «Нижегородское». Продажа была осуществлена в соответствии с поручением президента ОАО «РЖД» от 20 марта 2013 года. Для нужд электродепо часть зданий была снесена, а часть — реконструирована.
Генеральный проектировщик и генеральный подрядчик по реконструкции электродепо — АО «Мосинжпроект».
В депо смогут размещаться и обслуживаться 30 составов на территории в 45000 квадратных метров.

## Обслуживаемые линии
| Линия             | Годы                   |
| ----------------- | ---------------------- |
| Большая кольцевая | 2023 — настоящее время |

## Подвижной состав

### Пассажирский подвижной состав
| Тип вагонов                        | Период                 | Вагонов в составе | Состояние               |
| ---------------------------------- | ---------------------- | ----------------- | ----------------------- |
| 81-765/766/767 «Москва»            | 2023                   | 8                 | переданы                |
| 81-765.3/766.3/767.3 «Москва»      | 2023                   | 8                 | переданы                |
| 81-765.4/766.4/767.4 «Москва 2019» | 2023                   | 8                 | переданы                |
| 81-775/776/777 «Москва-2020»       | 2023 — настоящее время | 8                 | регулярная эксплуатация |

## Ввод в эксплуатацию
- Открытие депо, как структурного подразделения метрополитена, было осуществлено 1 декабря 2021 года[7] — административное подразделение начало функционировать[8].
- Официальное открытие: 20 февраля 2023 года[9][10].